# Джеремі Джордан
Джеремі Джордан (англ. Jeremy Jordan, нар. 20 листопада 1984, Корпус-Крісті, Техас, США) — американський актор і співак. Він виступав на Бродвеї, на телебаченні та в кіно, виступав на концертах, а також в інших театральних постановках.

## Біографія
Він дебютував на Бродвеї у 2009 році в рамках Rock of Ages. Згодом він знявся в оригінальних бродвейських мюзиклах «Бонні та Клайд» (2011) у ролі Клайда Барроу та «Новини» (2012) у ролі Джека Келлі, за що був номінований на премії «Тоні» та «Греммі». Він також брав участь у бродвейських постановках мюзиклів «Вестсайдська історія» в ролі Тоні та в ролі доктора Джима Поматтера, а також у виставі «Американський син» на Бродвеї. У 2021 і 2023 роках він зіграв роль Сеймура Крелборна у відновленні небродвейської вистави «Крамничка жахів», а у 2024 році повернувся на Бродвей, де виконував роль Джея Гетсбі у «Великому Гетсбі».
На екрані він знявся разом з Анною Кендрік у музичному фільмі 2014 року «Останні п'ять років» і в ролі Джиммі Коллінза в серіалі NBC «Успіх». З 2015 по 2021 рік він грав Вінслоу «Вінна» Шотта-молодшого в серіалі про супергероїв «Супердівчина». У 2017–2020 роках він озвучував Варіана в оригінальному фільмі Disney Channel «Рапунцель». З 2024 року він озвучує Люцифера Морнінгстара в мультсеріалі для дорослих «Готель Хазбін».

## Особисте життя
Джордан одружився з бродвейською актрисою та співачкою Ешлі Спенсер у базиліці Святого Іоанна Хрестителя в Кантоні, штат Огайо, 8 вересня 2012 року. У них є донька, яка народилася у 2019 році.

## Фільмографія
| Рік       |    | Українська назва                    | Оригінальна назва                 | Роль               |
| --------- | -- | ----------------------------------- | --------------------------------- | ------------------ |
| 2007      | кф | Загальна зміна                      | Common Change                     | Джоел              |
| 2008      | с  | Закон і порядок: Спеціальний корпус | Law & Order: Special Victims Unit | Даг Волшен         |
| 2011      | с  | Лише подання                        | Submissions Only                  | Лівай Мурні        |
| 2012      | ф  | Радісний шум                        | Joyful Noise                      | Ренді Гарріті      |
| 2013      | с  | Успіх                               | Smash                             | Джиммі Коллінз     |
| 2013      | с  | Елементарно                         | Elementary                        | Джої Касторо       |
| 2013      | ф  | Шість Сондхайма                     | Six by Sondheim                   | Чарлі Крінгас      |
| 2014      | ф  | Останні п'ять років                 | The Last Five Years               | Джеймі Веллерстейн |
| 2015      | с  | Закон і порядок: Спеціальний корпус | Law & Order: Special Victims Unit | Скай Аддерсон      |
| 2015      | ф  | Емілі і Тім                         | Emily & Tim                       | Реймонд Файєр      |
| 2015—2021 | с  | Супердівчина                        | Supergirl                         | Вінс Шотт          |
| 2017      | ф  | Новини: Бродвейський мюзикл         | Newsies: The Broadway Musical     | Джек Келлі         |
| 2017      | с  | Флеш                                | The Flash                         | Вінс Шотт          |
| 2019      | ф  | Американський син                   | American Son                      | Пол Ларкін         |
| 2020      | кф | Голлі і Айві                        | Holly and Ivy                     | Адам               |
| 2021      | кф | Мікс у Середземному морі            | Mix Up in the Mediterranean       | Джош               |
| 2022      | кф | Ханука                              | Hanukkah on Rye                   | Джейкоб            |
| 2023      | мс | Суперкотики                         | SuperKitties                      | Отто               |
| 2023      | ф  | Народження легенд                   | Spinning Gold                     | Ніл Богарт         |
| 2024      | мс | Готель Хазбін                       | Hazbin Hotel                      | Люцифер            |